# パタンジャリ

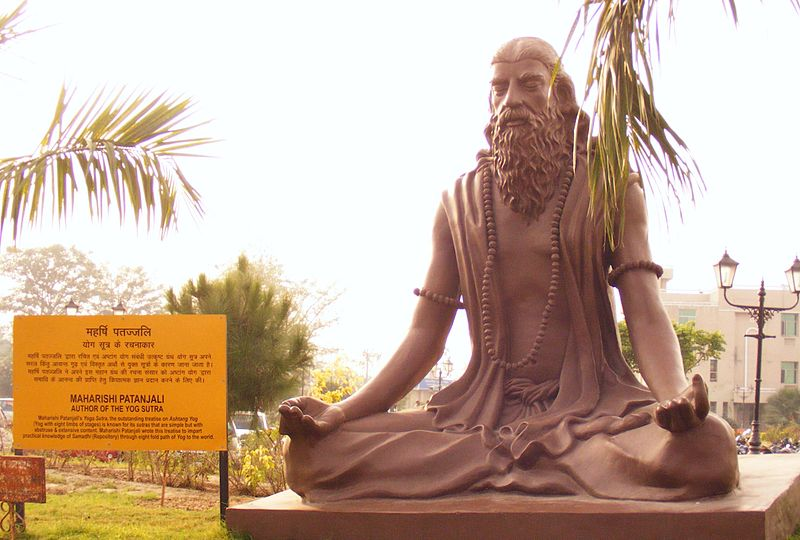
パタンジャリの彫像

パタンジャリ（サンスクリット: पतञ्जलि、Patañjali）は、インドの人名。主に「文法学者のパタンジャリ」と「思想家のパタンジャリ」の二人がいる。

## 文法学者
パタンジャリは、紀元前2世紀ごろのインドの文法学者。パーニニの文典『アシュターディヤーイー』（अष्ठाध्यायी）に対する注釈書として書かれた『マハーバーシヤ』により、サンスクリット文法学の体系を完成させた。

## 思想家
パタンジャリは、心と意識の哲学的側面に関する箴言に富むヨーガの重要文献、『ヨーガ・スートラ』の編纂者とされる人物。しかし、彼についてはっきりしたことは分かっていない。上記の文法学者のパタンジャリと同一視されることもある。
ここ数十年の間、『ヨーガ・スートラ』は、ヴィヴェーカーナンダのラージャ・ヨーガの実践の指導書として、心身の調和と健康の増進を目的としたヨーガ・ムーヴメントの哲学的根拠として、世界的にポピュラーな地位を占めるに至った。